# Castello di Sanok
Il castello reale di Sanok fu costruito alla fine del XIV secolo a Sanok, in Polonia. Il castello è situato presso il fiume San su di una collina a 317 m sul livello del mare su un ripido pendio. Oggi è la sede del Museo storico di Sanok.

## Galleria Beksiński
Presso il castello si trova il museo di arte contemporanea Zdzisław Beksiński (in polacco Podkarpackie Centrum Sztuki Współczesnej im. Zdzisława Beksińskiego): contiene la più vasta collezione di opere di Zdzisław Beksiński. Dal 19 maggio 2012 i suoi dipinti, disegni, sculture, fotografie e incisioni saranno esposti in uno spazio appositamente creato per questo scopo, nell'ala ricostruita del Castello di Sanok.